# Una mujer en la guerra de España
Una mujer en la guerra de España es el relato autobiográfico de la escritora española Carlota O´Neill publicado por primera vez en México en 1964 con el título de Una mexicana en la guerra de España. Relata el asesinato de su marido, Virgilio Leret, al comienzo de la guerra civil española y su propio encarcelamiento. La autora continuó sus memorias en el libro Los muertos también hablan, donde narra su vida en la España franquista hasta su exilio a Venezuela en 1949.

## Contexto
Este libro pertenece a la llamada literatura de las exiliadas que se centra especialmente en memorias y experiencias personales. Plasmaron lo que vivieron y lo hicieron siendo conscientes de ser portadoras de la memoria de esos hechos. Entre las obras están: De Barcelona a la Bretaña francesa (1939), de Luisa Carnés; Éxodo. Diario de una refugiada española (1940), de Silvia Mistral; Memoria de la melancolía (1970), de María Teresa León; Un barco cargado de... de Cecilia G. de Guilarte (1972), Los diablos sueltos, de Mada Carreño (1975), Primer exilio (1978), de Ernestina de Champourcin y Memorias habladas, memorias armadas (1990) de Concha Méndez.

## Argumento
En Una mujer en la guerra de España O'Neill da su testimonio  de la sublevación de las tropas en Melilla que dieron origen a la Guerra civil y los sucesos posteriores a la victoria franquista. La autora ofrece un testimonio valioso al relatar el mundo carcelario femenino del franquismo, centrando su relato en su propia experiencia. El relato comienza con la detención y posterior asesinato de Virgilio Leret, capitán de Aviación leal a la República, la noche del diecisiete al dieciocho de julio de 1936 por los rebeldes debido a su defensa de la base de Hidros en Melilla durante la primera batalla de la Guerra civil. Tras la detención ella fue primero retenida y después encarcelada en el Fuerte de Victoria Grande en Melilla, convertido entonces en carcel de mujeres, hasta ser puesta en libertad en 1940. Continuaría sus memorias con Los muertos también hablan en que relata lo sucedido entre su salida de la cárcel hasta su exilio a Venezuela en 1949.

## Ediciones
La primera edición de la obra vio la luz en México en 1964 con el título de Una mexicana en la guerra de España. En el prólogo, escrito en México más de veinte años después de la experiencia carcelaria, la escritora aclaraba que el libro había sido destruido tres veces por su seguridad y sometido a varias reescrituras. En 1977 fue publicado por primera vez en España por Ediciones Turner. En 2003, la novela fue reeditada por Ediciones Oberón, junto con otras dos obras de la autora, Los muertos también hablan y Romanzas de las rejas, bajo el título Una mujer en la guerra de España.